# 우르헬 백국

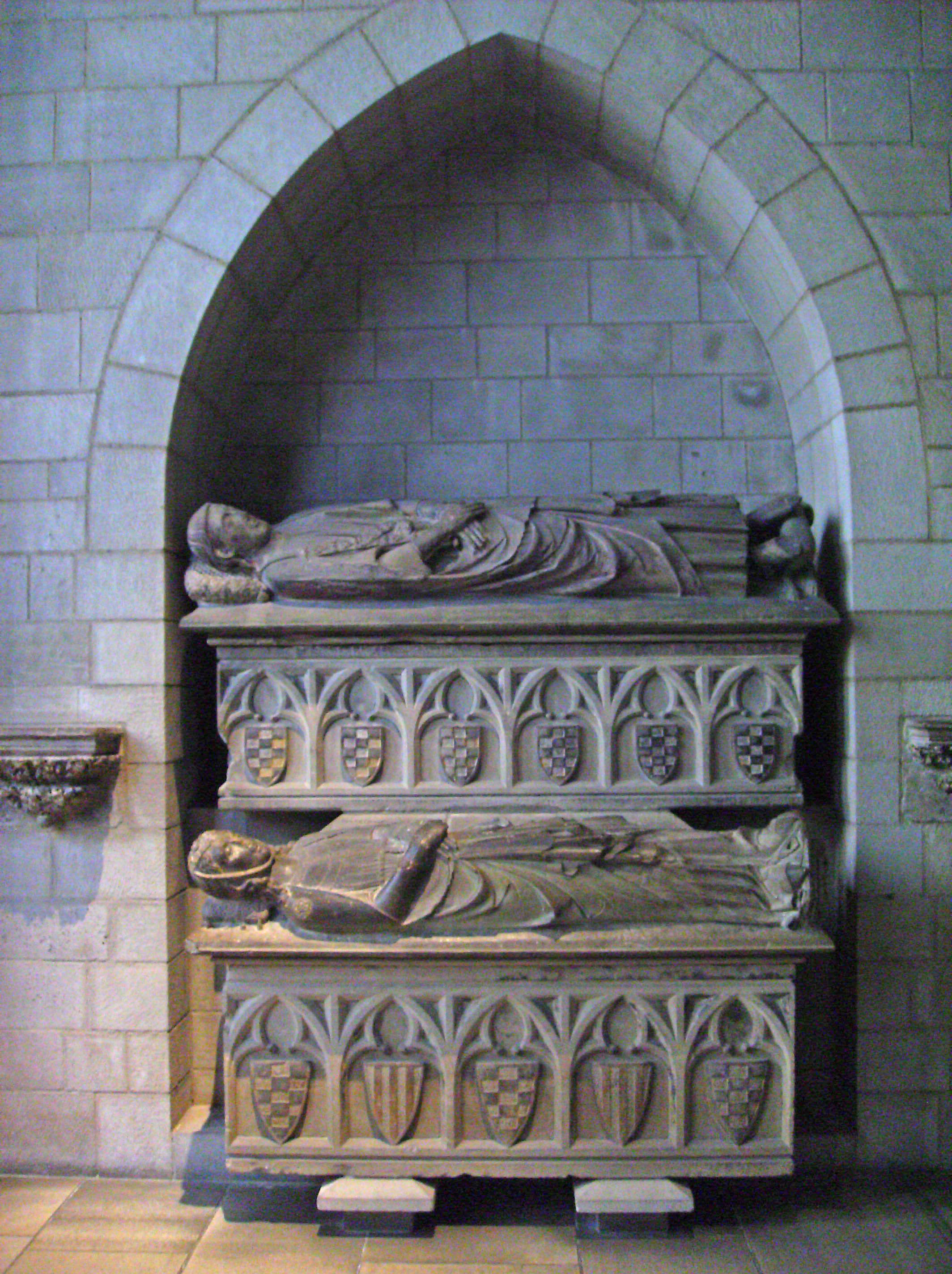
클루이스, 뉴욕시]에서 알바르 1세와 세실리아 드 푸아의 무덤

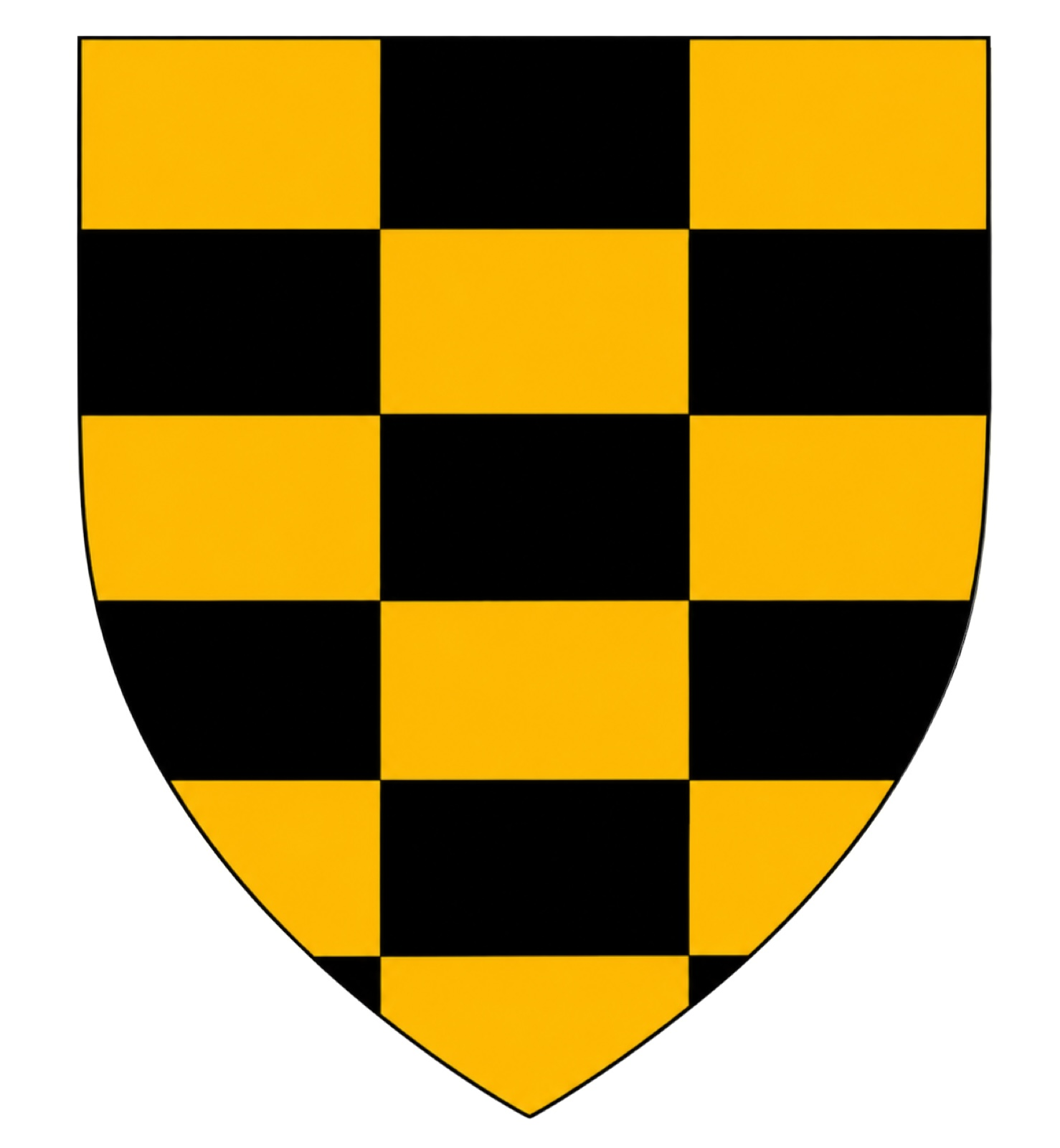
전령 예술가 다리오 스카리카마차에 의해 우르겔 백작의 문장(알바르 1세와 세실리아 드 푸아의 무덤에서)을 역사적으로 예술적으로 재구성했다.

우르헬 백국(카탈루냐어: Comtat d'Urgell, IPA: [komˈtad duɾˈdʒeʎ]; 라틴어: Comitatus Urgellensis) 팔라르스와 세르다냐와 접한 역사적인 카탈루냐 백국 중 하나이다.

## 역사
우르헬 백작은 785년에서 790년 사이에 알트우르헬 지역이 카롤루스 제국의 일부가 되었을 때 프랭크스가 Toulouse 마크의 이전 구역에서 우르헬 백작령을 조각했다.
원래 영토는 알트우르헬로 구성되었으며, 12세기 말부터 Urgellet이라고도 불렸으며, La Seu d'Urgell에 교구가 있었다.  839년부터 여기에는 129개의 마을, Valira river 계곡, 즉 Andorra 및 Sant Joan Fumat, Segre 강변 지역 및 El Pont de Bar와 Oliana 사이에 위치한 계곡이 포함된다. 최대 확장 영토는 피레네 산맥과 레이이다의 타이파 사이에 있었다. 즉, Alt Urgell 또는 Urgellet의 현재 comarques, Noguera, Solsonès, Pla  d'Urgell, Baix Urgell, 그리고 여전히 독립된 국가인 Andorra. 역사적 수도는 처음에는 la Seu d'Urgell이었고 나중에는 Balaguer였다. Urgell 백작은 1413년에 아라곤 왕관에 의해 소멸되고 흡수되었으며, 마지막 백작인 우르젤의 하메스 2세가 아라곤의 페르디난드 1세 왕에 대항하여 반란을 일으킨 후 카탈로니아 공국의 일부였다.

### 제1왕조
우르헬의 수니프레드 2세(897-948)는 후손 없이 사망했고, 이 지역은 그의 조카 보렐 2세, 바르셀로나 백작, 지로나, 오소나에게 돌아갔다. 992년에 사망한 보렐 2세는 유언에서 바르셀로나, 지로나, 오소나를 라몬 보렐(992-1017)에게 주었고, 우르헬은 에르멘골 1세(992-1010)에게 돌아갔기 때문에 우르헬 백작이라는 칭호는 바르셀로나 가문에서 분리되었다. 따라서 우르헬의 첫 번째 왕조는 에르멘골 1세로 시작되었다. 첫 번째 왕조는 바르셀로나-우르헬이라고도 한다.
- Ermengol I (992 - 1010), Borrell II, 바르셀로나 백작
- Ermengol II (1010 - 1038)
- Ermengol III (1038 - 1065)
- Ermengol IV (1065 - 1092)
- Ermengol V (1092 - 110 2)
- Ermengol VI (1102 - 1154)
- Ermengol VII (1154 - 1184)
- Ermengol VIII (1184 - 1209)
- Aurembiaix (1209 - 1231) 제목은 Peter I와 Guerau IV de Cabrera는 Aurembiaix 시대의 왕조이다.

### 제2왕조

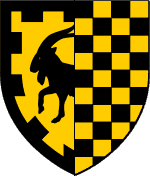
제2왕조의 문장

1231년 백작부인 Aurembiaix가 후손 없이 사망했고 제1왕조는 멸망했다. 왕조 간의 다툼이 있은 후 Jaume I는 Ponç IV of Cabrera를 Urgell 백작의 후계자로 인정했다. 제2왕조는 Cabrera-Urgell이라고도 불린다.
- 폰치 1세(카브레라의 폰치 4세) (1236 - 1243)
- Ermengol IX (1243)
- Àlvar I (1243 - 1267)
- Ermengol X (1267 - 1314)

### 제3왕조

제3왕조의 문장

Ermengol X d'Urgell은 그의 조카인 Teresa d'Entença를 카운티의 후계자로 지명했다.  그녀는 아라곤의 하메스 2세의 아들인 알폰스 엘 베니네와 결혼했다. 세 번째이자 마지막 왕조는 아라곤-우르헬로도 알려져 있다.
- 우르헬의 하메 1세 (1336-1347)
- 우르헬의 페레 2세 (1347-1408)
- 우르헬의 하메 2세 (1408-1413)

## 우르헬 교구
로마 가톨릭교회 우르겔 교구가 있다. 교구는 고대에 기원을 두고 있으며 초기 기독교 교회의 전통이 남아 있다. 우르겔의 펠릭스의 이단적 입장인 입양주의에 대한 경향은 요크의 알퀸이 Contra Felicem에서 공격했다.
안도라는 12세기에 우르겔의 에르멘골 6세 백작에 의해 우르겔 주교에게 양도되었다. 2003년부터 Joan Enric Vives Sicília를 맡고 있는 우르젤 주교는 프랑스 공화국 대통령과 함께 안도라의 공동 국가 원수이기도 하다.

## 같이 보기
- 우르헬 백작
- 카브레라가
- 아헤르 자국